# ミハイ・アスラーン

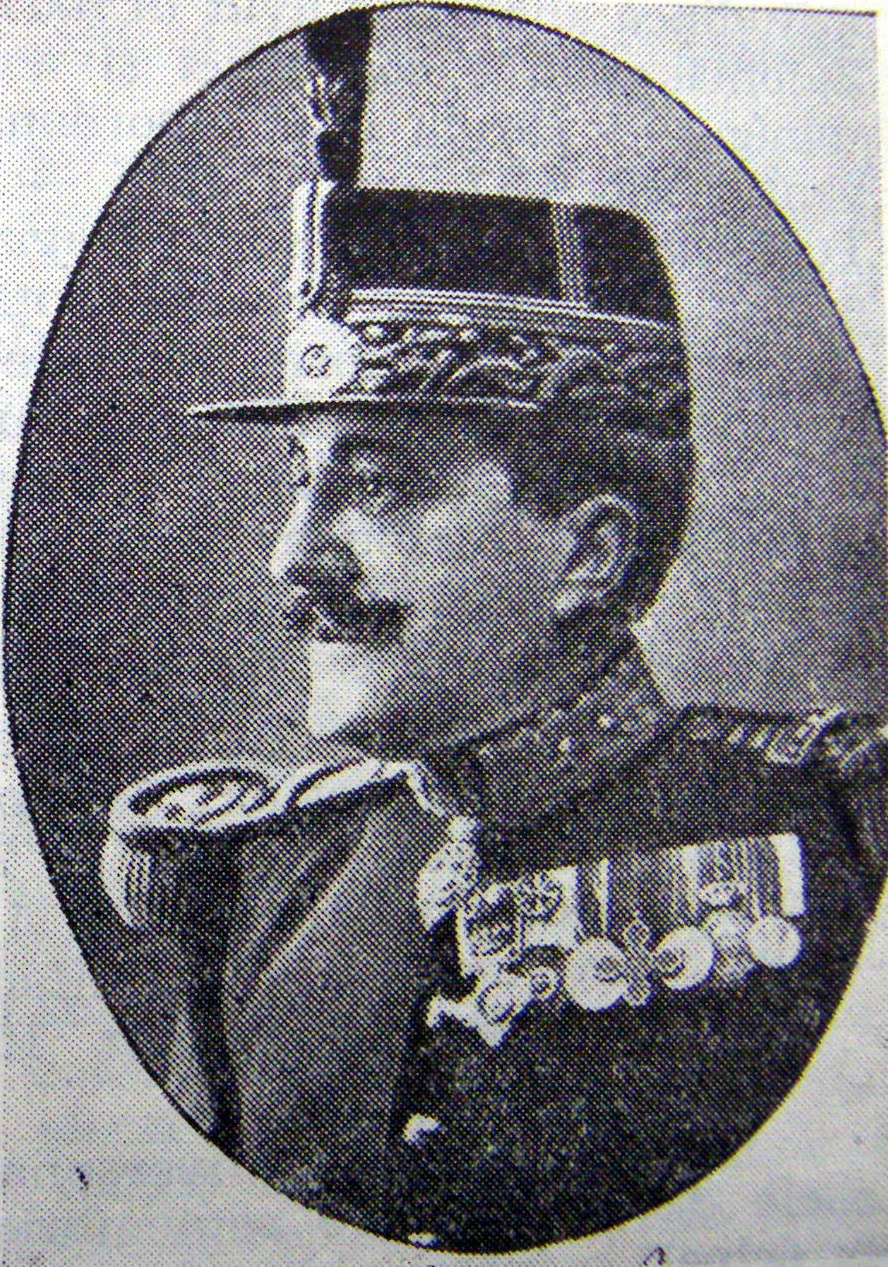

ミハイ・アスラーン（Mihail Aslan、1857年8月10日 - 1936年）は、ルーマニアの軍人。少将。

## 生涯
オネシュティ出身。1877年～1878年の独立戦争に参加。1913年のバルカン戦争時、第3（ドナウ）軍を指揮。
1916年のルーマニアの第一次世界大戦参戦後も第3軍を引き続き指揮。第3軍はルーマニア軍最強の軍であり、6個師団（第2、第5、第9、第12、第15、第19師団）を擁し、ドナウ及びドブルジュ沿いの南部国境線を担当し、オルソワからドナウに沿って展開した。1916年8月、A.フォン・マッケンゼ元帥指揮下のブルガリア・ドイツ連合軍は、トゥルトゥカイ郊外で第3軍に大損害を与えた。その後、ルーマニア軍はドナウ川対岸に追いやられ、ブルガリア・ドイツ連合軍は、「ルーマニアのヴェルダン」と称されたトゥルトゥカイを奪取し、28,500人を捕虜にした。第3軍の残余部隊は、ドブルジュ川中流に退却した。ザイオンチコフスキー将軍のロシア軍部隊との合流後、第3軍は解散され、ロシア軍のドブルジュ軍に編入された。後に南部戦線を指揮。